# Zofia Dudziak
Zofia Dudziak domo Gross – polska Sprawiedliwa wśród Narodów Świata.

## Życiorys
Zofia Dudziak była córką woźnego kamienicy, do której drzwi na początku 1942 r. zapukała po ucieczce z lwowskiego getta Tzivia Wisiek. Wisiek została ukryta przez Dudziak w piwnicy, gdzie jej matka przechowywała kwiaty, które sprzedawała na dodatkowy zarobek. Tamże Wisiek przebywała prawie rok. Dudziak zorganizowała dla Wisiek fałszywe dokumenty, dzięki czemu ukrywana mogła rozpocząć pracę w Niemczech, gdzie przebywała do końca wojny, po czym wyemigrowała do Izraela.
13 października 1964 r. Zofia Dudziak została uhonorowana medalem Sprawiedliwa wśród Narodów Świata.